# KAI-19
Die KAI-19 (russisch КАИ-19) ist ein sowjetisches Segelflugzeug für die Offene Klasse. Es wurde in den 1960er Jahren von Ingenieuren des Kasaner Luftfahrtinstituts (Казанский авиационный институт, Kasanski Awiazionny Institut) unter der Leitung des Direktors Kamyschew und des Chefkonstrukteurs Worobjow entwickelt.

## Aufbau
Die KAI-19 ist ein freitragender Schulterdecker in Ganzmetallbauweise. Aufgrund des geringen Rumpfquerschnitts von lediglich 0,36 m² ist der Pilotensitz in einer liegenden Position angeordnet. Die reine Rumpfbreite beträgt 0,64 m, die Höhe 0,73 m. Eine Sauerstoffanlage ermöglicht Flüge in großen Höhen von bis zu 90 min Dauer. Zur Erhöhung der Flächenbelastung können bis zu 136 l Wasser mitgeführt werden, 70 davon in Flügel- und 66 in Rumpfbehältern. Der  einholmige Tragflügel mit geringer Tiefe und großer Streckung ist mit Blech beplankt, dessen Stärke am Rumpfanschluss 1,2 mm beträgt und zum Ende hin von 0,8 auf 0,6 mm abnimmt. Als Profil findet ein NACA 64-616 Anwendung. Wölbungs- und Bremsklappen in Sandwichbauweise sind über die gesamte Spannweite am hinteren Flügelhinterteil angeordnet. Das freitragende Leitwerk ist in T-Konfiguration ausgebildet; die Höhenflosse kann für Transportzwecke seitlich abgeklappt werden. Das Fahrwerk besteht aus einem hydropneumatisch gefederten, bremsbaren Hauptrad, das entweder manuell oder elektrisch eingefahren werden kann, und einem Heckschleifsporn.

## Technische Daten
| Kenngröße                | Daten                                                                 |
| ------------------------ | --------------------------------------------------------------------- |
| Besatzung                | 1                                                                     |
| Spannweite               | 20,00 m                                                               |
| Länge                    | 7,96 m                                                                |
| Höhe                     | 1,40 m                                                                |
| Flügelfläche             | 14,00 m²                                                              |
| Flügelstreckung          | 28,57                                                                 |
| V-Stellung               | 6°                                                                    |
| Flächenbelastung         | 29,5 kg/m² (ohne Wasserballast) 39,3 kg/m² (mit Wasserballast)        |
| Rüstmasse                | 334 kg (mit Fallschirm)                                               |
| Wasserballast            | 136 kg                                                                |
| Startmasse               | normal 414 kg (ohne Wasserballast) maximal 550 kg (mit Wasserballast) |
| Höchstgeschwindigkeit    | 250 km/h                                                              |
| Mindestgeschwindigkeit   | 59 km/h (ohne Klappen)                                                |
| Kreisfluggeschwindigkeit | 78 km/h mit 1,0 m/s Sinken bei 50 m Radius und 45° Schräglage         |
| geringstes Sinken        | 0,52 m/s bei 85–90 km/h                                               |
| Gleitzahl                | 45 bei 85–90 km/h                                                     |